# 杨卫玉
杨卫玉（1888年—1956年），字鄂联，男，江苏嘉定人，中国教育家，职业教育的先驱，中国民主建国会发起人之一。

## 生平
1888年生。早年就读师范学校，毕业于上海尚贤堂书院理科，后在日本東京高等師範學校留学。1911年12月31日，与张研异等在嘉定存仁堂开会，筹组以监督行政为主旨的共和协会，次年2月当选会长；6月并入戴思恭等组织的共和党嘉定分部。
辛亥革命后，他在江苏省办小学校施行新教育，倡导女子职业教育。历任江苏省第二女子师范学校附属小学、江苏省第一师范学校、第二师范学校、苏州女子职业学校主事。
1916年9月在嘉定组织儿童学会。1920年1月，在南翔发起振学会，4月举行成立大会，5月出版振学会月刊，后被省署训令取缔。1921年参加中华职业教育社。九一八事变后，在上海参加抗日救国研究会，当选执行委员，主持难民救济工作。1940年4月5日在重庆秘密成立国讯同志会，担任副会长。
1945年12月16日，他与黄炎培、胡厥文、李烛尘等人士在重庆组织成立中国民主建国会，任常务理事。
1948年4月9日，《国讯》被国民政府勒令停刊。他与黄炎培筹办《展望》杂志，并担任主编，实际编辑是王元化。
1949年9月，任中国人民政治协商会议第一届全体会议国旗、国徽、国都、纪年方案审查委员会委员。10月，被任命为中央人民政府政务院轻工业部副部长。1954年，当选第二届全国政协委员。1955年，当选中国民主建国会第一届中央委员会常务委员。
1956年2月3日凌晨1时10分在京去世。当日成殓。2月8日安葬于八宝山革命公墓。

## 作品
著有《女子心理学》、《职业教育概论》、《小学职业陶冶》、《工业教育》、《职业教育理论与实际》等书。